# Sehnsucht (Purple-Schulz-Lied)
Sehnsucht ist ein Lied des deutschen Popsängers Purple Schulz und der Band Neue Heimat. Der Song erschien im Jahr 1983 auf dem Studioalbum Hautnah und wurde im Oktober 1984 als Single aus diesem veröffentlicht. Das Stück wurde als erfolgreichste deutschsprachige Single des Jahres 1985 mit der Goldenen Europa ausgezeichnet.

## Inhalt
Sehnsucht handelt von einem kleinen Kind, das von seiner Mutter geschlagen wird. Es fühlt sich schlecht und stellt sich verschiedene Fragen über das Leben und die Welt. Schließlich fragt es sich, warum es überhaupt geboren wurde und will einfach nur seinem Leben entfliehen. Am Ende schreit Purple Schulz den Satz „Ich will raus!“ ins Mikrofon.

„Ich hab Heimweh

Fernweh, Sehnsucht

Ich weiß nicht, was es ist

Ich will nur fort

Ganz weit fort

Ich will raus!“

## Produktion
Der Song wurde von dem chilenisch-deutschen Musikproduzenten Tato Gomez produziert. Als Autoren fungierten HaGü Schmitz und Purple Schulz.

## Single

### Covergestaltung
Das Singlecover zeigt einen von Wald umgebenen See in der Abenddämmerung unter lila-blauem Himmel, der sich wiederum im See spiegelt. Im oberen Teil des Bildes befindet sich der weiße Schriftzug Purple Schulz und die Neue Heimat, während der Titel Sehnsucht in Weiß unten im Bild steht.

### Titellisten
Single
1. Sehnsucht – 3:52
2. Sag, du kennst mich nicht – 3:26

Maxi
1. Sehnsucht – 5:13
2. Die Trainerbank – 3:28
3. Wenn die Welt zusammenbricht – 3:56

### Chartplatzierungen
Sehnsucht stieg am 10. Dezember 1984 auf Platz 50 in die deutschen Singlecharts ein und erreichte acht Wochen später mit Rang sechs die höchste Platzierung, auf der es sich vier Wochen hielt. Insgesamt war der Song 22 Wochen lang in den Top 100 vertreten, davon sechs Wochen in den Top 10. Zudem platzierte er sich neun Wochen lang an der Spitze der deutschen deutschsprachigen Singlecharts. In Österreich belegte die Single Position 20 und in der Schweiz Platz sechs, wobei sie acht bzw. neun Wochen in den Charts vertreten war. In den deutschen Single-Jahrescharts 1985 erreichte das Lied Rang 28.
| ChartsChartplatzierungen | Höchstplatzierung | Wochen |
| ------------------------ | ----------------- | ------ |
| Deutschland (GfK)        | 6 (22 Wo.)        | 22     |
| Österreich (Ö3)          | 20 (8 Wo.)        | 8      |
| Schweiz (IFPI)           | 6 (9 Wo.)         | 9      |

| ChartsJahrescharts (1985) | Platzierung |
| ------------------------- | ----------- |
| Deutschland (GfK)         | 28          |

## Wiederveröffentlichung
Am 22. Februar 1999 wurde eine neue Version des Songs mit dem Titel Ich will raus (Sehnsucht) ’99 als Single mit Musikvideo veröffentlicht, die Purple Schulz zusammen mit der Sängerin Kami aufnahm. Diese Version erreichte Platz 15 der deutschen Charts und hielt sich 16 Wochen in den Top 100.
| ChartsChartplatzierungen | Höchstplatzierung | Wochen |
| ------------------------ | ----------------- | ------ |
| Deutschland (GfK)        | 15 (16 Wo.)       | 16     |
| Österreich (Ö3)          | 40 (2 Wo.)        | 2      |
| Schweiz (IFPI)           | 33 (5 Wo.)        | 5      |

| ChartsJahrescharts (1999) | Platzierung |
| ------------------------- | ----------- |
| Deutschland (GfK)         | 92          |